# صیادماهیان
صیادماهیان (Cirrhitidae) خانواده‌ای از ماهیان هستند.